# Hertha Hafer
Hertha Elisabeth Wilhelmine Hafer, geborene Seekatz, (* 6. Mai 1913 in Wetter (Hessen); † 19. Oktober 2007 in Mainz) war eine deutsche Pharmazeutin und Apothekerin. Sie war die Erfinderin der blend-a-med-Zahncreme. Während Hafers Grundlagenforschungen zur Mundhöhlen-Biologie und Zahnkariesentwicklung bis heute wegweisend sind, ist ihre Theorie zur Phosphatstörung als Ursache für Aufmerksamkeitsdefizit-/Hyperaktivitätsstörung (ADS) umstritten.

## Jugend und Ausbildung
Hertha Seekatz wuchs in Westerburg im Westerwald auf. 1931 bestand sie das Abitur. Nach einem zweijährigen Apothekenpraktikum in Westerburg arbeitete sie in einer Leipziger Apotheke als Apothekenassistentin. Dort lernte sie den Apotheker Alfred Hesse (1911–1941) kennen und heiratete ihn im August 1937. Zwei Jahre später kam ihre Tochter Ina zur Welt. Ihr Ehemann wurde zu Beginn des Zweiten Weltkriegs eingezogen und fiel 1941 an der Ostfront. Noch während des Krieges nahm sie in Leipzig ein Pharmazie-Studium auf, zog dann nach Frankfurt am Main und, als ihre Frankfurter Wohnung den Bomben zum Opfer fiel, nach Marburg, um dort jeweils ihr Studium fortzusetzen. Sie schloss es 1945 an der Universität Marburg mit dem Staatsexamen und Erwerb ihrer Approbation ab. Im Februar 1951 heiratete Hertha Hesse den Chemiker Hans Herbert Hafer (1921–1991), der – nach einem Chemie-Studium in Tübingen – zwischen November 1949 und Oktober 1951 unter Karl Dimroth an der Universität Marburg eine Doktorarbeit erstellte. Er arbeitete später erst für die Firma Boehringer-Ingelheim und dann Pfizer. Herbert Hafer war Sohn des kaufmännischen Angestellten Johann Hafer aus Giengen an der Brenz und Elise Geismann, Tochter des Fürther Brauereibesitzers Johann Geismann.

## Kariesforschung und Tätigkeit für die Cariosan K.G.
Nach Abschluss ihres Studiums vertiefte sie anhand der verfügbaren Literatur ihre Kenntnisse auf dem Gebiet der Kariesforschung, da sie laut eigener Aussage von Zahnkaries geplagt war und etwas dagegen unternehmen wollte. Das United States Office of War Information hatte 1945 eine Broschüre mit Nachdrucken zahnmedizinischer Arbeiten verbreitet, darunter zwei Publikationen des Kariesforschers Basil Glover Bibby über Fluorid-Applikation. Diese beiden Arbeiten wurden dann in schweizerischen und deutschen zahnmedizinischen Zeitschriften ausführlich referiert. Zur gleichen Zeit wurden Untersuchungen des amerikanischen Kieferchirurgen S. G. Harootian bekannt, der neun psychisch kranken Patienten im Worcester City Hospital ein (fluoridhaltiges) Knochenmehl-Präparat verabreichte um dessen positive Auswirkungen auf (auch von ihm künstlich gesetzte) Zahnläsionen zu prüfen.
Hertha Hesse half zu der Zeit als wissenschaftliche Mitarbeiterin ein chemisch-pharmazeutisches Labor in Dreihausen bei Marburg aufzubauen, das Ende 1946 von Anna Maurer, Inhaberin eines Betriebs zur Herstellung von Lebensmittel-, Künstler- und Aquarellfarben in Witzenhausen, dem Drogisten Adolf Skroblin aus Gießen (Produktionsleiter bei Anna Maurer) und dem Ehepaar Margarethe (geb. Seekatz) und Rudolf Zimmermann aus Westerburg im Westerwald, gegründet und Anfang 1947 in „Cariosan Kommandit-Gesellschaft“ umbenannt wurde. Ein geeigneter Produktionsraum war in Dreihausen angemietet, der Weg zur Produktionsgenehmigung trug – wie Hertha Hesse später schrieb – Züge einer Tragikomödie, zu der allerdings das Unternehmen selbst beitrug durch fehlende Unterlagen, Änderungen der Produktpalette und diverse Umstrukturierungen der Betriebsführung. Einem Antrag vom 17. Dezember 1946 auf Produktionsgenehmigung für ein Kalkpräparat auf Basis von fluoridhaltigem Knochenmehl, für Zahnpasta („Cariosan Zahnpasta“), deren Grundrezeptur (Calciumcarbonat, Magnesiumperoxid, Glycerin, Pfefferminzöl, Wasser) um Natriumfluorid (0,1 %) erweitert wurde, sowie für eine Lebertran-Emulsion, die mit Knochenmehl angereichert werden sollte, wurden zur Unterstützung schriftliche Erläuterungen von Hertha Hesse beigefügt, die die Bedeutung der einzelnen Bestandteile (Kalk, Phosphate, Fluor etc.) erklären sollten. Alle Produkte sollten der „Verhütung und Heilung von Karies“ dienen. An die Industrie- und Handelskammer sowie an die Bezirkswirtschaftsstelle Kassel eingereicht, wurde der Antrag Mitte Januar 1947 vom Gesundheitsamt Marburg, Anfang Februar 1947 von der Abteilung für Öffentliches Gesundheitswesen des Regierungspräsidenten in Kassel (signiert von Heinrich Hornung) befürwortet und von dort an das zuständige Landeswirtschaftsamt Wiesbaden weitergeleitet. Auf Nachfrage des Landeswirtschaftsamts und Verweis auf die „Verordnung über die Herstellung von Arzneifertigwaren vom 11.2.1943“ wurden im April 1947 vom Unternehmen weitere Details zur Produktion und vorgesehenen Anwendung bzw. Dosierung mitgeteilt und Gutachten von Hans Heuser, dem Leiter des Zahnärztlichen Instituts der Universität Marburg nachgereicht. Heuser erwartete „nach dem derzeitigen Stand der wissenschaftlichen Forschung“ von den Präparaten aufgrund des Fluorgehalts eine „Cariesverhütende Wirkung“.
Dann wurden u. a. Berichte von Basil Bibby bekannt, der bei seinen Versuchen mit diversen Zahnpasten, denen Natriumfluorid beigemischt worden war, keine Kariesreduktion erzielen konnte. Der Council on Dental Therapeutics der American Dental Association sah sich daher im Mai 1947 in der Position bestärkt, dass es keine Belege gäbe, die die Verabreichung von Fluoriden in Form von Mundwässern oder Zahnpasten rechtfertigen würden. Auch um dem Vorwurf zu entgehen, ein kosmetisches Produkt unter dem Vorwand medizinischer Wirksamkeit als Verdienstquelle nutzen zu wollen, entschloss sich die Cariosan K.G. nun, die fluoridhaltige Zahnpasta aus der Produktpalette zu entfernen und stattdessen eine Natriumfluorid-Lösung (0,1 %) für die Anwendung durch Zahnärzte (nach Tests durch Heusers Institut) produzieren zu wollen. Hertha Hesse erklärte dazu in einem Schreiben vom 25. Oktober 1947: „Mir war das Ganze sehr unangenehm, und ich kann nur geltend machen, dass klügere Leute als ich demselben Irrtum verfallen sind. Ich hatte vorher keine Möglichkeit, von diesen Arbeiten zu erfahren, sonst hätten wir den Plan der Zahnpasta nicht gefasst. ... Ich hätte durchaus die Möglichkeit gehabt, diese Arbeiten einfach nicht zur Kenntnis zu nehmen, ich bin gewiss, dass ausser uns sich kein Mensch dafür interessiert. Aber das wäre mit unseren Begriffen von wissenschaftlicher und kaufmännischer Haltung nicht zu vereinbaren. ...“
Bis die gewünschte Genehmigung für die Produktion des Knochenmehl-Präparats und die Natriumfluorid-Lösung im Februar 1948 erteilt wurde, hatte die Cariosan K.G. diverse personelle Umstrukturierungen durchlaufen, unter als übertrieben empfundener Bürokratie und hohen Unkosten bei nicht laufender Produktion gelitten. Knochenmehl-Präparate wurden von der American Dental Association inzwischen ebenfalls abgelehnt und beim Zahnarzt wurden vorzugsweise zweiprozentige Natriumfluorid-Lösungen zur topischen Anwendung genutzt.
Anlässlich der Eröffnung der Akademie für medizinische Forschung und Fortbildung an der Universität Gießen fand dort Anfang April 1949 unter Leitung von Albert Keil eine gemeinsame wissenschaftliche Fortbildungstagung der hessischen Landeszahnärztekammer und der Landesärztekammer statt. Durch ihre frühere Tätigkeit gut in Zahnärztekreise eingeführt, hielt sie hier einen Vortrag über einige pharmakologische und therapeutische Befunde über das Element Fluor. Es sei bakterizid, ersetze leicht im Apatit die OH-Gruppe und wirke auf Fermente. In den USA als Trinkwasserzusatz genutzt, steigere es die Zahl der kariesresistenten Gebisse, erzeuge aber in Konzentrationen über 1 ppm (= 1 mg/l) eine endemische Fluorose. Wichtig sei auch die Menge des gleichzeitig aufgenommenen Kalziums. Bei manchen Erkrankungen wie Kropf usw. sei Fluor kontraindiziert. Bei der gleichen Tagung wurde ein Manuskript des dänischen Zahnarztes Halfdan Eggers-Lurà verlesen, laut dem bakterielle Phosphatasen die Zahnschmelz-Auflösung begünstigen und damit einen wichtigen Schritt in der Kariesentstehung beitragen sollen. So führte Hertha Hesse an der Universität Marburg im (physiologisch-)chemischen Institut von Karl Dimroth (1910–1995) ihre ersten Versuche zu einem möglichen Wirkmechanismus, die Hemmwirkung von Natriumfluorid auf Phosphatasen durch.

## Blend-a-med
Dabei arbeitete sie längst an der Entwicklung einer medizinisch wirksamen Zahncreme, die allerdings kein Fluorid enthalten würde. Als sie in der Ausgabe vom 1. Mai 1949 der von Walter Drum herausgegebenen Zahnärztlichen Rundschau ihre Erkenntnisse über Bibbys Werk zusammenfasste, merkte sie an, dass dessen Versuche, das Aufbringen fluoridhaltiger Lösungen beim Zahnarzt durch den täglichen Gebrauch fluoridhaltiger Mundpflegemittel (Zahncreme) zu ersetzen, keine Kariesreduktion ergeben hätten. Entgegen der Behauptung, von ihr stamme die erste Fluorid-Zahncreme, glaubte sie, dass „Fluor nur wirksam ist, wenn bestimmte Anwendungsmethoden und exakte Dosierungen eingehalten werden.“„Fluoridhaltige Zahnpflegemittel“, so schreibt sie weiter, „haben keine Wirkung und das Council on Dental Therapeutics der American Dental Association hat kürzlich Zahnpflegemittel mit anorganischen Fluorverbindungen zur Karies-Prophylaxe auf Grund der bisher negativ verlaufenen Versuche endgültig abgelehnt.“
Hertha Hesse stützte sich dann auf Berichte des amerikanischen Zahnarztes Robert Kesel, der mit Kombinationen aus Ammoniumphosphat und Harnstoff in Zahncremes gute Erfahrungen behauptete, wobei nach ihrer Meinung die Wirkung des Harnstoffs auf der Bildung von Ammonium-Ionen beruhe. Bereits am 15. November 1948 hatte sie ein Patent für ein „Zahnpflegemittel“ eingereicht, in dem als Wirkstoffe Ammoniumsalze einfacher und sulfonierter Fettsäuren sowie Fettalkoholsulfonate genannt werden (darunter zum Beispiel Ammoniumlaurylsulfonat). Am 9. Februar 1949 ließ sie ein „Verfahren zum Herstellen von Zahn- und Mundpflegemitteln“ patentieren, in dem Aminosäurekombinationen aus hydrolysiertem tierischen Eiweiß gegen entzündliche Prozesse im Zahnfleisch zur Anwendung kommen sollen. Mit dem Ergebnis ihrer Forschung trat sie an die Mainzer Blendax-Werke heran, die schon vor dem Krieg europaweiter Marktführer für Zahncreme waren und 1949 nach Wiederaufbau ihres Mainzer Betriebs die Zahnpasta-Produktion wieder aufnahm. Zwischen Mai 1950 und Mai 1951 führten Hans Heuser und sein Assistent Wilhelm Kessler mit Unterstützung von Blendax an Marburger Kindern klinische Tests der Zahncreme in Kombination mit topischer Fluoridanwendung durch. Für die lokale Applikation zur „Zahnschutzhärtung“ (nach Walter Drum) stellte Hertha Hesse in Dimroths Institut eine zweiprozentige Natriumfluorid-Lösung her. Neben der Applikation dieser Lösung durch die Zahnärzte erhielt ein Teil der Kinder monatlich eine Tube der ammoniumhaltigen Blend-a-med Zahnpasta zur häuslichen Anwendung. Die Kombination soll über den Untersuchungszeitraum die Zunahme kariöser Läsionen im Vergleich zu unbehandelten Kindern stärker gebremst haben als die alleinige Fluorid-Pinselung. Hertha Hesses Zahncreme wurde dann unter dem Namen blend-a-med vermarktet (später auch als fluid Präparat), war aber zuerst nur über Zahnärzte und in Apotheken zu beziehen. 
Als sich Blendax 1951 entschließen konnte, eine neue Forschungsabteilung (die blend-a-med Forschung) einzurichten, die sich dem Gebiet der Prophylaxe von Zahn- und Mundkrankheiten widmen sollte, wurde die Apothekerin für diese Abteilung gewonnen. So war ein Vorstoß des Zahnarztes Hans Joachim Tholuck, der schon im Sommer 1949 Blendax zur Herstellung einer fluoridhaltigen Zahncreme bewegen wollte, zunächst nicht erfolgreich.
Hertha Hesse gab auch ihren später für Blendax patentierten Zahn- und Mundpflegemitteln keinen Fluorid-Zusatz bei, sondern schlug z. B. Hämoglobin und dessen Spaltprodukte oder chlorierte Diarylalkane als antibakterielle Wirkstoffe vor. Dabei lag es ihr fern, sich als Fluorid-Gegnerin zu profilieren. Immerhin war sie inzwischen korrespondierendes Mitglied der 1950 im Deutschen Ausschuss für Jugendzahnpflege unter Tholuck gegründeten Deutschen Fluorkommission, engagierte sich mit Hans Joachim Schmidt für die Erfassung der Fluor-Literatur, und als Schmidt 1953 mit dem Schweizer Zahnarzt Hans Robert Held die Europäische Arbeitsgemeinschaft für Fluorforschung und Kariesprophylaxe (EAFK, später ORCA) gründete, war sie als einzige Frau unter den Gründungsmitgliedern vertreten. Auch Heinrich Hornung fühlte sich ihr im Zusammenhang mit seinem TWF-Experiment in Kassel-Wahlershausen zu Dank verpflichtet. Zudem hat sie sich für manche Wege der Fluorid-Anwendung so stark eingesetzt, dass ihr bei einer Gelegenheit sogar angeraten worden sein soll, dieses Feld doch besser den Zahnärzten zu überlassen.
Bis 1960 veröffentlichte sie zahlreiche Arbeiten über ihre Kariesforschung zusammen mit Wissenschaftlern der Universität Mainz, in Kooperation mit dem Mainzer Universitätsprofessor Theo Lammers 1956 auch ein Fachbuch.
Im Jahr 1960 verließ sie Blendax und erwarb eine Apotheke in Mainz, die sie 20 Jahre lang betrieb. Danach lebte sie mit ihrem Mann zunächst zehn Jahre in der Schweiz und zog nach dessen Tod wieder nach Mainz.

## Theorie der phosphatbedingten ADS-Entstehung
1963 adoptierte sie zusammen mit ihrem Mann einen 15 Monate alten Jungen. Bei dessen Einschulung stellte sich heraus, dass er außer Stande schien, dem Unterricht zu folgen. Auch sonst wurde er zum konzentrationsschwachen und aggressiven Problemkind. Die Hafers konsultierten deshalb zahlreiche Ärzte und Spezialisten, doch verschiedene Medikamentenbehandlungen führten nur zu teils drastischen Verschlechterungen des Gesundheitszustands des Adoptivsohnes.
Nachdem Hafer sich mit den Ernährungstheorien des Amerikaners Ben F. Feingold beschäftigt hatte, führte sie das ADS-Krankheitsbild in erster Linie auf ein Übermaß an Phosphaten in der Nahrung zurück. Diese nahrungsbedingten Störungen hätten nach Hafers Ansicht Mitte des 20. Jahrhunderts aufgrund veränderter Ernährungsgewohnheiten massiv zugenommen. Ihre Erkenntnisse und praktischen Ratschläge für eine phosphatarme Ernährung trug sie im Buch Die Heimliche Droge – Nahrungsphosphat zusammen, das nach einer Besprechung im Magazin Stern zum Bestseller wurde.
1990 erweiterte sie ihre Forschungsergebnisse um die These, dass die Phosphatempfindlichkeit vererbbar sei und besonders schlanke Menschen betreffe. Bei diesen Menschen würden die Nahrungs-Phosphate den Hormonhaushalt des vegetativen Nervensystems, besonders im Stirnhirn, stören.
Hertha Hafers Theorie, eine strikte Anwendung des vorgestellten Ernährungsplans solle den ADS-Betroffenen und ihren Familien zu einem normalen Leben verhelfen, ist bis heute heftig umstritten. Der nach Erfahrungen mit ihrem Adoptivsohn aufgestellte Plan verbietet über phosphathaltige Nahrungsmittel hinaus unter anderem Zucker, Zitrussäure, Obstsäure, Lecithin, Milch und Kakao, begünstigt jedoch tierische Fette und Cholesterin.
Da der menschliche Körper im Schnitt täglich 600 bis 1200 Milligramm Phosphat mit der Nahrung aufnimmt und bei einem Defizit diese Substanz den Knochen entnimmt, wo es als Kalziumphosphat gespeichert ist, bezeichnen viele die Hafer-Diät als gefährlich und für die Ernährung eines Kindes völlig ungeeignet.

## Die letzten Jahre
1982 zog Hafer mit ihrem Mann in die Schweiz, wo Herbert Hafer 1991 verstarb. 1992 kehrte Hertha Hafer nach Deutschland zurück und zog in Mainz in ein Seniorenheim, wo sie 2007 verstarb.

## Werke
- Die heimliche Droge – Nahrungsphosphat als Ursache für Verhaltensstörungen und Jugendkriminalität, Heidelberg, Kriminalistik-Verlag, 1978, D&M Verlag 1984, erw. 1990